# Kabaena

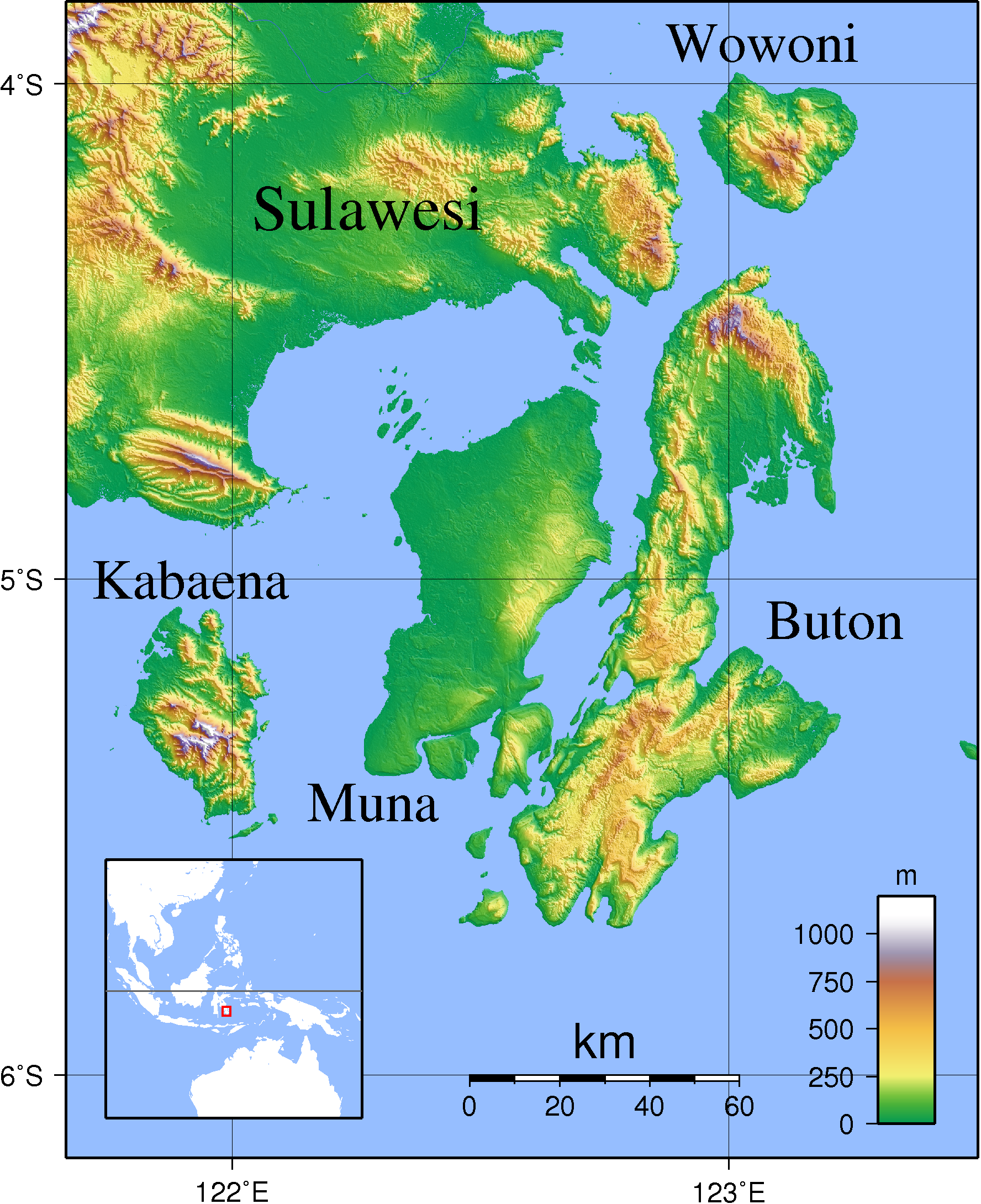
Położenie wyspy Kabaena

Kabaena – wyspa w Indonezji na morzu Banda  u południowo-wschodniego wybrzeża Celebes; powierzchnia 875 km², ok. 40 tys. mieszkańców. 
Powierzchnia górzysta, najwyższy szczyt Sambapolulu (1570 m n.p.m.). Uprawa ryżu, manioku, palmy kokosowej; rybołówstwo; eksploatacja lasów; hodowla bawołów; główna miejscowość Sikeli.
Administracyjnie należy do prowincji Celebes Południowo-Wschodni; stanowi część dystryktu Muna.